# 拉提努斯

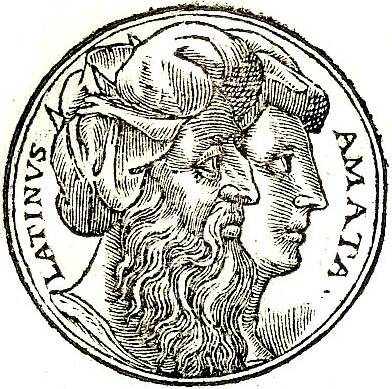
拉提努斯

拉提努斯是一个同时出现在希腊神话与罗马神话的人物。

## 希腊神话
在赫西俄德的神谱中，拉提努斯是俄底修斯的儿子。

## 资料
- Virgil, Aeneid, VII, 45, 52, 69, 96.
- Livy, Ab urbe condita, 1:1-2